# Bud Clark
William George „Bud“ Clark (* 10. Juli 1910 in Ottawa; † 2. Januar 1975 ebenda) war ein kanadischer Skisportler.
Clark belegte bei seiner ersten Teilnahme an Olympischen Winterspielen im Februar 1932 in Lake Placid den 38. Platz über 18 km. Im Jahr 1935 wurde er kanadischer Meister in der Nordischen Kombination und im Jahr 1939 Meister im Ski Alpin. Bei den Olympischen Winterspielen 1936 in Garmisch-Partenkirchen errang er den 47. Platz über 18 km und den 39. Rang in der Nordischen Kombination. Zudem nahm er an der Alpinen Kombination teil, beendete diesen Wettbewerb aber vorzeitig. Nach seiner Sportlerkarriere war er von 1950 bis 1951 Vorsitzender des technischen Komitees des Gremiums und von 1952 bis 1959 Präsident der Canada Amateur Ski Association.
Clark ist der Onkel der Olympiasiegerin Anne Heggtveit.